# Hilarion Fraysse
Hilarion Fraysse, ou Alphonse-Hilarion Fraysse, de son vrai nom Hilarion-Victor-Jean-Joseph Fraysse, né en 1842 et mort en 1905, était un mariste aveyronnais, vicaire apostolique de Nouvelle-Calédonie du 6 avril 1880 au 18 septembre 1905.

## Biographie
Hilarion Fraysse est né le 24 juin 1842 et fut ordonné prêtre le 6 août 1865, au sein des maristes. Il a été évêque titulaire d'Abila Lysaniae du 6 avril 1880 au 25 juillet 1880, nommé par le pape Léon XIII.
Il est à l'origine de la création de la cathédrale sur la colline du « cap Horn ». En lutte contre la politique de spoliation des indigènes, Fraysse est qualifié d'ennemi de la colonisation dans la presse républicaine.
Il meurt le 1er mai 1905.